# شهرستان بیلوار-بیلوگورا
شهرستان بیلوار-بیلوگورا (به لاتین: Bjelovar-Bilogora County) یک شهرستان در کرواسی است. شهرستان بیلوار-بیلوگورا ۲٬۶۴۰ کیلومتر مربع مساحت و ۱۱۹٬۷۶۴ نفر جمعیت دارد.
شهرهای دارووار، گارشنیتسا، چازما و گروبیشنو پلیه از مهم‌ترین شهرهای این شهرستان هستند.